# Емо-реп
Емо-реп — жанр, що утворився від поєднання хіп-хопу та емо. Жанр зародився на сцені SoundCloud-репу в середині 2010-х років та поєднує характеристики хіп-хоп-музики, такі як біти та реп, з ліричними темами, мелодійним інструменталом та вокалом, які зазвичай зустрічаються в емо-музиці.

## Характеристика

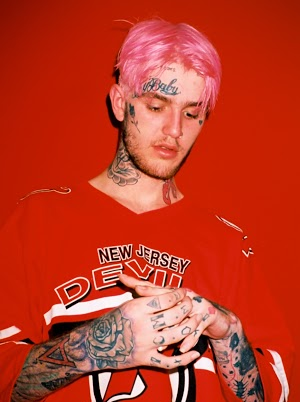
Емо-репер Lil Peep

Видання описують емо-реп як жанр, що сформувався під впливом від хіп-хопу, емо, трепу, поп-панку, ню-металу, інді-року, постхардкор, та клауд-репу.
Емо-реп відходить від «традиційних» тонів, що зустрічаються в сучасному мейнстрімовому хіп-хопі, у бік більш емоційного та особистого ліричного змісту, описаного Wall Street Journal як «тикання середніх пальців своїм старшим». Тексти пісень, як правило, зосереджуються на таких питаннях, як депресія, самотність, тривога, зловживання наркотиками, нігілізм, самогубство, нерозділене кохання та самолікування. Жанр характеризується поєднанням музичних елементів, які зазвичай зустрічаються у політичному хіп-хопі з інструменталом інді-року. У якості семплів часто використовуються пісні поп-панку та емо 2000-х років. На значну частину семплів вплинули виконавці, які надихнули цей жанр, такі як Mineral, Underoath та The Post Service. Деякі емо-репери також використовують оригінальні інструменти. Horse Head з колективу GothBoiClique описав музику як «…якась ностальгічна, але вона теж нова… ніхто насправді нічого такого не робив. Це як емо-реп і мелодійний треп».
Шанувальників музики іноді називають «сумними хлопцями» (седбоями — від англ. sad boys), посилаючись на однойменний музичний гурт емо-репера Yung Lean.

## Історія

### 2000-ті: Передвісники
До того, як емо-реп зміцнився як жанр, критики застосовували цей термін до таких реперів, як Джо Бадден, Каньє Вест та Дрейк через їхні емоційні стилі написання текстів. Американський репер Slug з гурту Atmosphere заявив у 2017 році, що він винайшов назву «емо-реп» у статті IR Magazine від 1997 року. Музику німецького репера Casper, на яку впливали як хіп-хоп, так і такі гурти, як Give Up the Ghost, Modern Life is War і Grave Digger, на початку його кар'єри часто називали «емо-репом». Кіа Макаречі з Huffington Post у статті 2012 року описала американський гурт Hollywood Undead як «грубий емо-реп».
Крім того, у період з 1990-х до початку 2010-х років відбувся ряд значних кросоверів між сценами хіп-хопу, емо та поп-панку. Наприклад, Zebrahead з часу створення групи в 1995 році грають у музичному стилі, у якому вокаліст Алі Табатабаі читає реп поверх поп-панк-інструменталу. Репер MC Lars використовує у своїй музиці семпли та відсилки на пісні емо та поп-панку з часів свого дебютного альбому 2004 року. Поп-панк-група Good Charlotte часто заявляла, що на них вплинув хіп-хоп, і у 2007 році випустили альбом Greatest Remixes, який складався з кількох їхніх раніше випущених пісень, реміксованих музикантами хіп-хоп-сцени та поп-панк-сцени, такими як Jay E, Патрік Стамп, Маршалл Ґудман і Вільям Бекетт. У 2005 році Стамп та Піт Вентц заснували компанію DCD2 Records, яка підписувала, як емо-виконавців, так і хіп-хоп-виконавців, які часто співпрацювали та гастролювали один з одним. Підписанти DCD2 Cobra Starship та Gym Class Heroes також об'єднували елементи обох жанрів. У 2006 році репер Каньє Вест зробив ремікс на пісню емо-поп-гурту Fall Out Boy «This Ain't a Scene, It's an Arms Race». Незалежний лейбл Fearless Records випустив альбом Punk Goes Crunk у 2008 році, до складу якого увійшли кавери на популярні хіп-хоп-пісні, виконані емо-музикантам та поп-панк-музикантами. Емо-гурт Framing Hanley зробив кавер на пісню репера Lil Wayne «Lollipop» у 2008 році, а Lil Wayne продовжив співпрацю з поп-панк-гуртом Weezer у 2011 році піснею «Can't Stop Partying». Також у 2012 році відомий поп-панк-гурт Blink-182 на своєму EP Dogs Eating Dogs випустив фіт «Pretty Little Girl» з репером Yelawolf.

### 2010-ті: Популярність і смерті
Першим емо-репером вважається Bones, чиї музичні кліпи, записані на VHS, та темна постановка й естетика настільки вплинули на хіп-хоп-андеграунд того часу, що Dazed описав його як «короля андеграундного репу». У 2012 році члени Thraxxhouse, підгрупи Raider Klan, сформували GothBoiClique (GBC) з наміром встановити зв'язок між емо, трепом, дарквейвом, блек-металом та інді-роком. Стиль емо-репу GBC вплинув на величезну кількість виконавців андеграундних сцен емо та хіп-хопу на SoundCloud, наприклад, такі виконавці, як Lil Lotus, Lil Peep та Lil Tracy посилаються на групу як на натхнення та двоє останніх навіть врешті-решт стають її членами. За цей час етос DIY прийшов до визначення жанру настільки, що коли Shinigami випустив свій дебютний альбом Luna на Spotify, його висміяли як продажний через можливість монетизувати творчість на потоковому сервісі.
У 2017 році пісня «XO Tour Llif3» репера Lil Uzi Vert стала сплячим хітом. Пісня, охарактеризована як емо-хіп-хоп через її тексти, що стосуються самогубства та емоційних зривів, досягла сьомого місця в Billboard Hot 100. У серпні 2017 року XXXTentacion випустив свій дебютний альбом 17 з провідним синглом «Jocelyn Flores», що стосується самогубства друга, а Lil Uzi Vert випустив свій дебютний студійний альбом Luv Is Rage 2. Випуск обох проєктів та їхній високий пік на Billboard 200 стали визначальними моментами для емо-репу в мейнстрімі. У той же час Lil Peep був названий Pitchfork «майбутнім емо» у січні 2017 року і став першопрохідцем відродження емо за версією The Guardian.
У листопаді 2017 року Lil Peep помер від передозування фентанілу. Незабаром після цього його дебютний студійний альбом Come Over When You Sober, Pt. 1 і провідний сингл «Awful Things» потрапив у чарти Billboard. Його смерть принесла значну увагу жанру в цілому й особливо таким артистам, як Trippie Redd і Lil Aaron. У червні 2018 року XXXTentacion був убитий, і, як і в Lil Peep, його альбоми 17 і ? потрапили в чарти наступного тижня разом із хітом «SAD!», який очолив Billboard Hot 100. У вересні 2018 року була випущена посмертна співпраця між двома артистами «Falling Down», яка стала сертифікованою платиною в США. Того ж року емо-реп став найбільш швидкозростаючий жанром у Spotify. У грудні 2019 року Juice WRLD помер від нападу, спричиненого передозуванням оксикодону та кодеїну. Більшості людей він був відомий завдяки пісням «All Girls Are the Same» та «Lucid Dreams», останній посів друге місце в Billboard Hot 100 у 2018 році й повернувся до чарту у 2019 році під восьмим місцем після його смерті.
У 2018 та 2019 роках відомі емо-репери 24kGoldn, Poorstacy, Kid Laroi, Powfu та Iann Dior були підписані лейблами, де вони випустили свої дебютні EP. 8 лютого 2020 року Powfu випустив сингл «Death Bed (Coffee for Your Head)» з Beabadoobee, який досяг першого місця в чарті американського Hot Rock/Alternative Songs. 24 липня 2020 року Dior та 24kGoldn випустили пісню «Mood», що очолила чарти та до січня 2021 року була сертифікована потрійною платиною. Forbes описав 2020 рік як «рік реп-артистів, які правлять рок-чартами» тоді як Ел Шиплі зі Spin описав злиття поп-панку та репу як «комерційний джаґґернаут» 2020 року.

## Вплив
Популярність емо-репу призвела до того, що низка мейнстрімових музикантів почали включати його елементи у свою музику наприкінці 2010-х та на початку 2020-х років. Серед відомих артистів — Джастін Бібер, Аріана Ґранде та Майлі Сайрус.
Емо-реп разом із такими стилями, як клауд-реп, треп, дабстеп, транс, чиптюн та поп-музика вплинули на розвиток жанру гіперпоп. У кінці 2010-х і на початку 2020-х жанр привернув до себе популярність завдяки таким виконавцям, як 100 Gecs, Charli XCX та Dorian Electra.
Жанр також викликав пожвавлення інтересу до поп-панку в мейнстрімі. Цей інтерес призвів до відродження поп-панку 2020-х років. Зокрема, альбом Machine Gun Kelly Tickets to My Downfall був описаний Evening Standard як «подолання розриву» між сучасними сценами поп-панку та емо-репу. За цей час ряд емо-реперів, таких як Trippie Redd, Lil Tracy, Cold Hart, Lil Aaron та 24kGoldn також почали випускати альбоми та пісні в жанрі поп-панк.

## Емо-реп в Україні
Жанр емо-реп в Україні представлений такими виконавцями, як drimandr, Sleepy Andy, EasyLover тощо.